# Маргарита
Маргарита (итал. Margarita) је насеље у Италији у округу Кунео, региону Пијемонт.
Према процени из 2011. у насељу је живело 1042 становника. Насеље се налази на надморској висини од 449 м.

## Становништво
Према резултатима пописа становништва 2011. у општини је живело 1.432 становника.
| 1936. | 1951. | 1961. | 1971. | 1981. | 1991. | 2001. | 2011. |
| ----- | ----- | ----- | ----- | ----- | ----- | ----- | ----- |
| 1.300 | 1.323 | 1.260 | 1.187 | 1.207 | 1.228 | 1.297 | 1.432 |